# Nicolás Tripichio
Nicolás Martín Tripichio (Buenos Aires, 5 de janeiro de 1996), conhecido por Nicolás Tripichio, é um futebolista argentino que joga como volante. Atualmente joga pelo Defensa y Justicia.

## Carreira
Tripichio começou a sua carreira nas categorias de base do Vélez Sársfield, onde chegou ainda muito jovem e passou por todas as divisões do clube até chegar ao profissional. Estreou profissionalmente em 2 de março de 2015, com 19 anos, no empate de 0 a 0 com o Newell's Old Boys.

## Títulos
Seleção Argentina
- Campeonato Sul-Americano Sub-17: 2013
- Campeonato Sul-Americano Sub-20: 2015